# Кировское сельское поселение (Татарстан)
Кировское се́льское поселе́ние — муниципальное образование в Актанышском районе Татарстана Российской Федерации.
Административный центр — посёлок Совхоз имени Кирова.

## История
Статус и границы сельского поселения установлены Законом Республики Татарстан от 31 января 2005 года № 13-ЗРТ «Об установлении границ территорий и статусе муниципального образования "Актанышский муниципальный район" и муниципальных образований в его составе».

## Население
| 2010  | 2011  | 2012  | 2013  | 2014  | 2015  | 2016  |
| ----- | ----- | ----- | ----- | ----- | ----- | ----- |
| 1307  | ↘1306 | ↘1285 | ↘1271 | ↘1255 | ↘1250 | ↘1223 |
| 2017  | 2018  | 2019  | 2020  |       |       |       |
| ↘1197 | ↘1187 | ↘1145 | ↘1119 |       |       |       |

## Состав сельского поселения
| № | Населённый пункт    | Тип населённого пункта          | Население |
| - | ------------------- | ------------------------------- | --------- |
| 1 | Совхоз имени Кирова | посёлок, административный центр |           |
| 2 | Улиманово           | село                            |           |